# George Owen Wynne Apperley
George Owen Wynne Apperley (Ventnor, 17 giugno 1884 – Tangeri, 1960) è stato un pittore britannico.

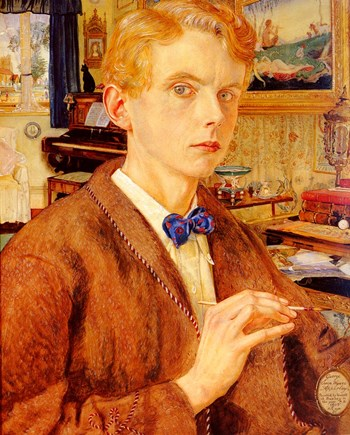
Ritratto dell'artista

È conosciuto come il pittore inglese di Granada, città spagnola in cui passò molti anni della sua vita e trovò ispirazione per le sue opere di maggiore successo.

## Biografia

### Giovinezza

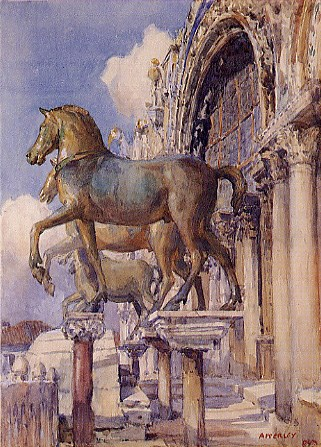
Dipinto del 1905 sui cavalli di San Marco a Venezia.

George Owen Wynne Apperley nacque nel giugno del 1884 a Ventnor sull’isola di Wight in Inghilterra.
Sin dall'infanzia Apperley mostrò interesse per la pittura, il disegno, la letteratura classica e la mitologia greca. Tuttavia, apparteneva a una famiglia aristocratica gallese estremamente contraria a questi interessi; per dissuaderlo, la famiglia lo mandò in scuole molto rigide a formazione vittoriana.
Nonostante ciò, data la sua persistenza nelle convinzioni artistiche, nel 1903 riuscì ad iscriversi alla Herkomer Academy, dove prese parte a movimenti pittorici anti-accademici. Qui nacque il suo atteggiamento critico nei confronti dell’arte classica, concentrata sulla chiesa e religione.
Nel 1904 assieme al maestro, il maggiore Wilkinson, e finanziato dalla benestante zia, Apperley intraprese un viaggio per tutta Italia. Entrò in contatto con la luce del Mediterraneo. L'artista creò opere ad acquarello di stampe veneziane e rovine di edifici classici. Visita Roma, Firenze e Napoli dove si appassionò all'antico mondo mediterraneo e all'estetica preraffaellita.
Nel 1904, ad appena vent'anni, uno dei suoi dipinti fu ammesso all'esposizione annuale della Royal Academy of Arts, istituzione artistica londinese.

### L'amore per i paesi caldi
La prima moglie del pittore fu Hilda Pope, di Watford. I genitori della moglie non videro di buon occhio la relazione con l'artista dal futuro incerto.
I due ignorarono i pregiudizi della famiglia e si sposarono in segreto, passando la luna di miele in Svizzera e presentando il fatto compiuto alla famiglia.
Tuttavia, la moglie non condivise la passione dell'artista per i paesaggi del Sud e, nonostante lo avesse accompagnato durante i suoi viaggi in Spagna, quando Apperley decise di trasferirsi per vivere in luoghi con condizioni climatiche migliori, non volle accompagnarlo e rimase in Inghilterra con i due figli, Edward e Phyllis.

### Il primo incontro con Granada

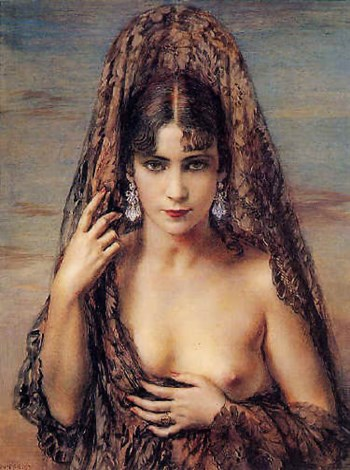
Idolo eterno

Nel 1914 il pittore iniziò a viaggiare attraverso diverse parti della penisola spagnola. Il viaggio cambiò radicalmente la sua vita e anche il suo pensiero artistico.
Nella pittura abbandonò gradualmente il palcoscenico paesaggistico per interessarsi alla ritrattistica, soprattutto quella femminile.
Incontrò attraverso i suoi viaggi diverse città e visse nella capitale per qualche tempo.
Si stabilì, infine, nella città di Granada nel 1916, luogo in cui incontrò Enriqueta Contrades Carrero, che diventò la sua compagna fedele.
Durante il loro primo incontro la giovane aveva solo 14 anni, ma George fu assolutamente affascinato dal volto e dal carattere della donna che diventò ispirazione nei migliori dipinti dell’artista.
Da questa unione nacquero i figli George Jr e Enrique.
Nel 1917 vinse il primo premio ad un concorso cittadino con la sua opera La rosa ed entrò in concorrenza con pittori della statura di Ismael della Serna o Morcillo.
Da quel momento il pittore integrò la città in tutte le sue opere, icona fra tutte la sua donna di Granada, Enriquetta Contreras, immortalata in una miriade di opere.
In alcune delle tele di ritratti femminili il suo canone arrivò ad assomigliare all'estetica sobria ed elegante del pittore Julio Romero de Torres.

### Difesa di Albayzín
Il pittore fu estremamente attaccato e attento all'aspetto classico della città di Granada, la quale venne ritratta nei suoi innumerevoli lavori artistici.
Il senso estetico del pittore lo portò a difesa del paesaggio e dei valori monumentali della città, che nel corso del tempo vide sempre più in cambiamento lamentandosi molto spesso nei suoi scritti.
Mandò lettere ai giornali richiamando l’attenzione sul deterioramento che colpì l’Albayzín, gli angoli malfamati della città usati come orinatoi e discariche. Il problema principalmente a cuore dell’artista fu la decisione del comune di sostituire l’illuminazione della città da gas a elettrica, causando un cambiamento dell’atmosfera della città romantica ritratta nelle tele. Tale fu la sua insistenza che il sindaco lasciò i vecchi lampioni.

### George Apperley detto pittore inglese di Granada

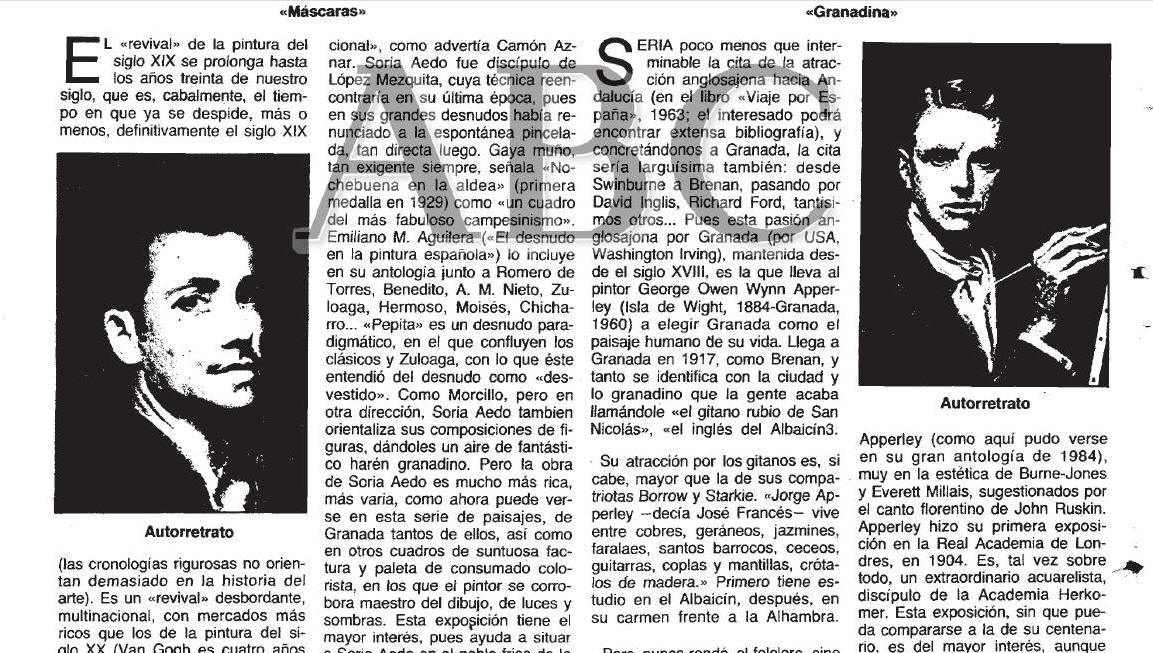
Madrid 1928

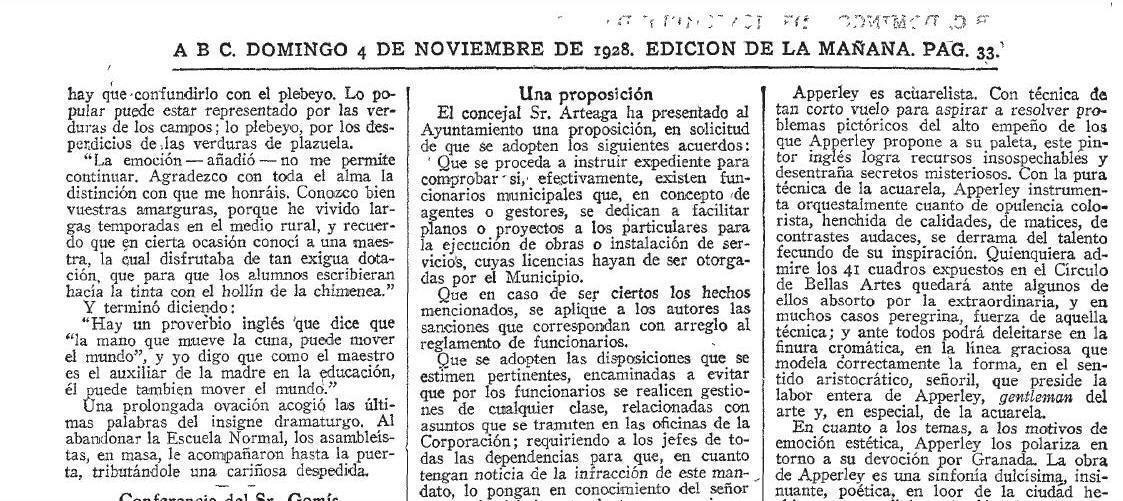
Madrid

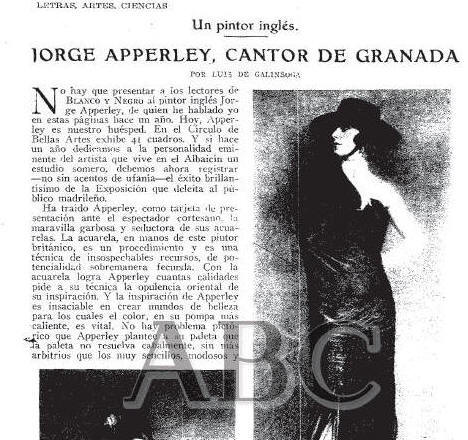
Madrid

L’artista amò estremamente la città di Granada, come si dimostrò con il suo appoggio verso la monarchia di Alfonso XIII.
Ma essendo sostenitore della monarchia e lui stesso rigido conservatore, il suo atteggiamento cominciò ad infastidire alcuni settori della città, che con l’avvento della seconda repubblica divennero ancora più visibili.
Fu mal visto da tutti i cittadini perché uno straniero inglese che finse di essere spagnolo, riposandosi con chiunque fosse un suo modello per le opere d'arte, come la ragazza indigena di 14 anni, Enriqueta Contreras.
L’ostilità verso il suo radicalismo conservatore culminò nel porre una bomba che strappò la porta di casa e questo fu troppo per Apperey, continuamente minacciato. Ciò costrinse il pittore ad andarsene dalla sua amatissima città, alla ricerca di una nuova casa e lavoro.

### Il passaggio alla città di Tangeri
Nel 1933 Apperley e famiglia si trasferirono nella città di Tangeri, visitata in precedenza dall'artista, città che diede buone offerte di lavoro al pittore che costruì una nuova casa con un grande laboratorio di pittura nella parte alta della città.
Dopo la guerra civile stabilì la sua residenza a Tangeri e riprese i tentativi di riavvicinamento con Granada, tornò ogni anno nel paese che sentiva il proprio, per proteggere l’aspetto e l’integrità della città.
Molte stampe locali intorno agli anni quaranta e cinquanta raccolsero le proteste solitarie e arrabbiate dell'artista che vide la propria città essere sempre casa di persone noncuranti.
Nella città africana di Tangeri tornò a vivere la passione e il coinvolgimento nella difesa dei valori artistici e paesaggistici, di cui assistette l'imponente distruzione a Granada. Durante quel periodo coltivò incessantemente il ritratto, ad olio o acquerello, con grande delicatezza e buon gusto. Non smise mai di tornare a Granada per riavvicinarsi ai suoi amici, come l'avvocato Manuel Pérez Serrabona, e soprattutto per essere spagnolo al cento per cento.
Nel 1945 ricevette l’encomienda di Alfonso X.
Morì il 10 settembre 1960 a Tangeri di un'emorragia cerebrale e fu sepolto nel cimitero britannico di Saint Andrews, dopo aver ricevuto i più alti onori e riconoscimenti della società del suo tempo.

## Il senso artistico del pittore
Nonostante lo spirito ribelle che dimostrò nella giovinezza il pittore, fu un agguerrito sostenitore degli stili d’avanguardia come quelli che chiamò ‘’Ismi’, definiti tali in un senso personale ed ironico dell’artista.
Nel corso della vita conobbe pittori di Granada come Soria Aedo, Rodrìguez Acosta, Lopez Mezèquita e Morcillo.
L’artista sperimentò con gli interni alla ricerca di nuovi metodi per trasmettere l’atmosfera delle stanze.
Gli spazi architettonici sono evidenti nelle opere dei chiostri monastici o nei cortili interni all’Alhambra.
Per quanto riguarda la scelta dei personaggi furono forme di donne zingare, figure molto femminili, proprio quelle che diedero maggior fascino ai suoi dipinti.
Rimase attento ai dettagli; nelle sue opere i vestiti, i luoghi e le posizioni sono autentiche e molto studiate in precedenza dal pittore.
Le sue nature morte sono un esempio della sua meticolosità di trasmettere la realtà attraverso la pittura.
Nella serie dei vasi i fiori sono all'interno di ceramiche di Fajalauza o di vasi della tradizione Nasride.
L’artista lascia sullo sfondo oggetti ritratti perfettamente a fuoco, dipingendo molti dettagli.
Condivise le sue passeggiate a Granada dipingendo la sua Albaycìn e cercò sempre nuovi giochi di luce e ombra.
La sua Settimana santa della Carrera del Darro è simile a Il caffè di notte di Van Gogh. La chiesa di San Bartolomè, alla pittura religiosa del barocco spagnolo, con un suggestivo realismo che sprona l'occhio a entrare nella piccola porta di legno sulla cappella dipinta.
Dipinse la luce delle albe rosse e il sole bianco nella Calle Elvila, riprese Granada come nessun altro pittore.
La sua Carmen in Albayzín, e il suo studio di pittura servirono da punto d’incontro per i più importanti intellettuali del momento.
Ci sono numerosissime testimonianze del lavoro di George Apperley nella cittadina di Granada.
Grazie allo sforzo personale del pittore ci fu mantenimento del paesaggio storico e tipico di questi luoghi da lui immensamente amati.

## Musei
- Victoria and Albert Museum, Londra
- Museo Bushey, Inghilterra
- Museo di Malaga
- Galleria d'arte a Ferens, Hull, Regno Unito
- Museum of Modern Art, Madrid
- Palazzo della delegazione di Biscay Foral, Barcellona
- Museo di Southport
- Museo di Sydney, Australia
- Excmo, Granada
- Palazzo Reale, Bruxelles
- Museo delle belle arti, Buenos Aires, Argentina
- Watford Museum, Regno Unito